# Кубок Азии по футболу 2019 (отборочный турнир)
В отборочном турнире Кубка Азии 2019 года приняли участие команды 46 стран, сражавшихся за 23 путёвки в финальный турнир в ОАЭ. Отбор на турнир был совмещён с отбором на чемпионат мира 2018.

## Формат
Отборочный турнир состоял из четырёх раундов:
- Первый раунд: 12 худших сборных (согласно рейтингу ФИФА) были разбиты на пары согласно жребию и играли друг с другом два матча на своём поле и на поле соперника. 6 победителей проходили во второй раунд.
- Второй раунд: 6 победителей первого раунда и оставшиеся 34 азиатские сборные согласно жребию разбивались на 8 групп, в рамках которых проводился традиционный двухкруговой турнир.
  - Восемь победителей групп и четыре лучшие сборные из занявших вторые места получали путёвки в финальный турнир Кубка Азии 2019 и проходили в третий раунд квалификации к финальному турниру чемпионата мира 2018.
  - Четыре худшие сборные из занявших вторые места, восемь сборных, занявших третьи места, и четыре лучшие сборные из занявших четвёртые места проходили в третий раунд отбора в финальный турнир Кубка Азии 2019.
  - Остальные 12 сборных должны были играть в раунде плей-офф за право принять участие в третьем раунде отбора в финальный турнир Кубка Азии 2019.
- Раунд плей-офф: 11 сборных (сборная Индонезии была дисквалифицирована), занявших последние места в групповом турнире второго раунда, разыгрывали 8 путёвок в третий раунд.
  - 1-й этап: 10 команд были разбиты на пары, игравшие друг с другом два матча на своём поле и на поле соперника. 5 победителей проходили в третий раунд.
  - 2-й этап: 5 команд, проигравших в матчах 1-го этапа, и присоединившаяся к ним сборная Бутана играли друг с другом два матча на своём поле и на поле соперника. 3 победителя проходили в третий раунд.
- Третий раунд: 24 сборных (16 из второго раунда и 8 из раунда плей-офф) по жребию были разбиты на 6 групп, в рамках которых проводился двухкруговой турнир. Две лучшие команды из каждой группы напрямую выходили в финальную часть Кубка Азии 2019.

## Участники
В отборочном турнире стартовали команды от 46 членов АФК, в том числе впервые — сборная Бутана. Они были разделены на две части в соответствии с рейтингом ФИФА на январь 2015 года.
| Стартуют со второго раунда (Позиции с 1-й по 34-ю) | Стартуют со второго раунда (Позиции с 1-й по 34-ю) | Стартуют с первого раунда (Позиции с 35-й по 46-ю) |
| --- | --- | --- |
| 1. Иран (51) 2. Япония (54) 3. Республика Корея (69) 4. Узбекистан (71) 5. ОАЭ (80) 6. Катар (92) 7. Оман (93) 8. Иордания (93) 9. Китай (96) 10. Австралия (100) 11. Саудовская Аравия (102) 12. Бахрейн (110) 13. Ирак (114) 14. Палестина (115) 15. Ливан (122) 16. Кувейт (125) 17. Филиппины (129) | 1. Мальдивы (131) 2. Вьетнам (133) 3. Таджикистан (136) 4. Мьянма (141) 5. Афганистан (142) 6. Таиланд (144) 7. Туркменистан (147) 8. КНДР (150) 9. Сирия (151) 10. Кыргызстан (152) 11. Малайзия (154) 12. Гонконг (156) 13. Сингапур (157) 14. Индонезия (159) 15. Лаос (160) 16. Гуам (161) 17. Бангладеш (165) | 1. Индия (171) 2. Шри-Ланка (172) 3. Йемен (176) 4. Камбоджа (179) 5. Китайский Тайбэй (182) 6. Восточный Тимор (185) 7. Непал (186) 8. Макао (186) 9. Пакистан (188) 10. Монголия (194) 11. Бруней (198) 12. Бутан (209) |

- Несмотря на то, что ОАЭ являлась страной-хозяйкой Кубка Азии 2019 и сборная этой страны была квалифицирована в финальную часть турнира автоматически, она всё равно принимала участие в квалификационном турнире, поскольку он был совмещён с отбором на ЧМ-2018 в России.
- 47-й член АФК — Северные Марианские Острова — не являются членом ФИФА и поэтому не могли участвовать в отборе.

## Первый раунд
В первом раунде 12 худших по рейтингу команд сыграли на выбывание по принципу «дома и в гостях».
| Команда 1        | Итог | Команда 2 | 1-й матч | 2-й матч |
| ---------------- | ---- | --------- | -------- | -------- |
| Индия            | 2:0  | Непал     | 2:0      | 0:0      |
| Йемен            | 3:1  | Пакистан  | 3:1      | 0:0      |
| Восточный Тимор  | 5:1  | Монголия  | 4:1      | 1:0      |
| Камбоджа         | 4:1  | Макао     | 3:0      | 1:1      |
| Китайский Тайбэй | 2:1  | Бруней    | 0:1      | 2:0      |
| Шри-Ланка        | 1:3  | Бутан     | 0:1      | 1:2      |

## Второй раунд
Во втором раунде 40 команд были разбиты на 8 групп, в рамках которых был проведен двухкруговой турнир. 8 победителей групп и 4 лучшие сборные из занявших вторые места проходили в финальный турнир Кубка Азии. Матчи второго раунда начались 11 июня 2015 и завершились 29 марта 2016.
За несколько дней до начала второго раунда ФИФА отстранила от участия в отборочном турнире сборную Индонезии, в результате чего в группе F осталось всего 4 команды. В октябре 2015 ФИФА объявила о приостановлении членства Кувейта. В матчах с Мьянмой, Лаосом и Республикой Корея Кувейту засчитаны технические поражения со счетом 0:3.
| Место в группе | Место в группе | Отбор к Кубку Азии 2019                                        |
| -------------- | -------------- | -------------------------------------------------------------- |
| 1              | 1              | Выходят в финальную часть                                      |
| 2              | Лучшие 4       | Выходят в финальную часть                                      |
| 2              | Худшие 4       | Выходят в третий раунд отбора                                  |
| 3              | 3              | Выходят в третий раунд отбора                                  |
| 4              | Лучшие 4       | Выходят в третий раунд отбора                                  |
| 4              | Худшие 4       | Сыграют в раунде плей-офф за право выйти в третий раунд отбора |
| 5              | 5              | Сыграют в раунде плей-офф за право выйти в третий раунд отбора |

### Группа А
| М | Команда           | И | В | Н | П | Мячи   | ±   | О  |
| - | ----------------- | - | - | - | - | ------ | --- | -- |
| 1 | Саудовская Аравия | 8 | 6 | 2 | 0 | 28 − 4 | +24 | 20 |
| 2 | ОАЭ               | 8 | 5 | 2 | 1 | 25 − 4 | +21 | 17 |
| 3 | Палестина         | 8 | 3 | 3 | 2 | 22 − 6 | +16 | 12 |
| 4 | Малайзия          | 8 | 1 | 1 | 6 | 3 − 30 | −27 | 4  |
| 5 | Восточный Тимор   | 8 | 0 | 2 | 6 | 2 − 36 | −34 | 2  |

И — игры, В — выигрыши, Н — ничьи, П — проигрыши, Мячи — забитые и пропущенные голы, ± — разница голов, О — очки

### Группа В
| М | Команда     | И | В | Н | П | Мячи   | ±   | О  |
| - | ----------- | - | - | - | - | ------ | --- | -- |
| 1 | Австралия   | 8 | 7 | 0 | 1 | 29 − 4 | +25 | 21 |
| 2 | Иордания    | 8 | 5 | 1 | 2 | 21 − 7 | +14 | 16 |
| 3 | Кыргызстан  | 8 | 4 | 2 | 2 | 10 − 8 | +2  | 14 |
| 4 | Таджикистан | 8 | 1 | 2 | 5 | 9 − 20 | −11 | 5  |
| 5 | Бангладеш   | 8 | 0 | 1 | 7 | 2 − 32 | −30 | 1  |

И — игры, В — выигрыши, Н — ничьи, П — проигрыши, Мячи — забитые и пропущенные голы, ± — разница голов, О — очки

### Группа С
| М | Команда  | И | В | Н | П | Мячи   | ±   | О  |
| - | -------- | - | - | - | - | ------ | --- | -- |
| 1 | Катар    | 8 | 7 | 0 | 1 | 29 − 4 | +25 | 21 |
| 2 | Китай    | 8 | 5 | 2 | 1 | 27 − 1 | +26 | 17 |
| 3 | Гонконг  | 8 | 4 | 2 | 2 | 13 − 5 | +8  | 14 |
| 4 | Мальдивы | 8 | 2 | 0 | 6 | 8 − 20 | −12 | 6  |
| 5 | Бутан    | 8 | 0 | 0 | 8 | 5 − 52 | −47 | 0  |

И — игры, В — выигрыши, Н — ничьи, П — проигрыши, Мячи — забитые и пропущенные голы, ± — разница голов, О — очки

### Группа D
| М | Команда      | И | В | Н | П | Мячи    | ±   | О  |
| - | ------------ | - | - | - | - | ------- | --- | -- |
| 1 | Иран         | 8 | 6 | 2 | 0 | 26 − 3  | +23 | 20 |
| 2 | Оман         | 8 | 4 | 2 | 2 | 11 − 7  | +4  | 14 |
| 3 | Туркменистан | 8 | 4 | 1 | 3 | 10 − 11 | −1  | 13 |
| 4 | Гуам         | 8 | 2 | 1 | 5 | 3 − 16  | −13 | 7  |
| 5 | Индия        | 8 | 1 | 0 | 7 | 5 − 18  | −13 | 3  |

И — игры, В — выигрыши, Н — ничьи, П — проигрыши, Мячи — забитые и пропущенные голы, ± — разница голов, О — очки

### Группа E
| М | Команда    | И | В | Н | П | Мячи    | ±   | О  |
| - | ---------- | - | - | - | - | ------- | --- | -- |
| 1 | Япония     | 8 | 7 | 1 | 0 | 27 − 0  | +27 | 22 |
| 2 | Сирия      | 8 | 6 | 0 | 2 | 26 − 11 | +15 | 18 |
| 3 | Сингапур   | 8 | 3 | 1 | 4 | 9 − 9   | 0   | 10 |
| 4 | Афганистан | 8 | 3 | 0 | 5 | 8 − 24  | −16 | 9  |
| 5 | Камбоджа   | 8 | 0 | 0 | 8 | 1 − 27  | −26 | 0  |

И — игры, В — выигрыши, Н — ничьи, П — проигрыши, Мячи — забитые и пропущенные голы, ± — разница голов, О — очки

### Группа F
| М | Команда          | И | В | Н | П | Мячи   | ±   | О  |
| - | ---------------- | - | - | - | - | ------ | --- | -- |
| 1 | Таиланд          | 6 | 4 | 2 | 0 | 14 − 6 | +8  | 14 |
| 2 | Ирак             | 6 | 3 | 3 | 0 | 13 − 6 | +7  | 12 |
| 3 | Вьетнам          | 6 | 2 | 1 | 3 | 7 − 8  | −1  | 7  |
| 4 | Китайский Тайбэй | 6 | 0 | 0 | 6 | 5 − 19 | −14 | 0  |

И — игры, В — выигрыши, Н — ничьи, П — проигрыши, Мячи — забитые и пропущенные голы, ± — разница голов, О — очки

- В группе F по результатам жеребьевки должна была играть сборная Индонезии, отстраненная от участия в отборочном турнире решением ФИФА.

### Группа G
| М | Команда          | И | В | Н | П | Мячи    | ±   | О  |
| - | ---------------- | - | - | - | - | ------- | --- | -- |
| 1 | Республика Корея | 8 | 8 | 0 | 0 | 27 − 0  | +27 | 24 |
| 2 | Ливан            | 8 | 3 | 2 | 3 | 12 − 6  | +6  | 11 |
| 3 | Кувейт           | 8 | 3 | 1 | 4 | 12 − 10 | +2  | 10 |
| 4 | Мьянма           | 8 | 2 | 2 | 4 | 9 − 21  | −12 | 8  |
| 5 | Лаос             | 8 | 1 | 1 | 6 | 6 − 29  | −23 | 4  |

И — игры, В — выигрыши, Н — ничьи, П — проигрыши, Мячи — забитые и пропущенные голы, ± — разница голов, О — очки

16 октября 2015 ФИФА объявила о приостановлении членства Ассоциации футбола Кувейта из-за несоблюдения принятого ранее решения о необходимости пересмотра кувейтского законодательства о спорте. 13 января 2016 года ФИФА присудила Мьянме победу в матче Мьянма — Кувейт со счетом 3:0. 6 апреля 2016 ФИФА присудила команде Кувейта технические поражения со счётом 0:3 в матчах с Лаосом и Южной Кореей.

### Группа H
| М | Команда    | И | В | Н | П | Мячи    | ±   | О  |
| - | ---------- | - | - | - | - | ------- | --- | -- |
| 1 | Узбекистан | 8 | 7 | 0 | 1 | 20 − 7  | +13 | 21 |
| 2 | КНДР       | 8 | 5 | 1 | 2 | 14 − 8  | +6  | 16 |
| 3 | Филиппины  | 8 | 3 | 1 | 4 | 8 − 12  | −4  | 10 |
| 4 | Бахрейн    | 8 | 3 | 0 | 5 | 10 − 10 | 0   | 9  |
| 5 | Йемен      | 8 | 1 | 0 | 7 | 2 − 17  | −15 | 3  |

И — игры, В — выигрыши, Н — ничьи, П — проигрыши, Мячи — забитые и пропущенные голы, ± — разница голов, О — очки

## Раунд плей-офф
Одиннадцать худших команд второго раунда разыграли 8 путевок в третий раунд. Матчи прошли в два этапа, каждый по принципу «дома и в гостях». Первый этап — 2 и 7 июня 2016, второй этап — 6 сентября и 11 октября 2016. Жеребьевка этого раунда состоялась 7 апреля 2016.

### Первый этап
Победители пар напрямую вышли в третий отборочный раунд. Проигравшие приняли участие во втором этапе раунда плей-офф.
| Команда 1        | Итог | Команда 2       | 1-й матч | 2-й матч |
| ---------------- | ---- | --------------- | -------- | -------- |
| Китайский Тайбэй | 2:4  | Камбоджа        | 2:2      | 0:2      |
| Мальдивы         | 0:4  | Йемен           | 0:2      | 0:2      |
| Таджикистан      | 6:0  | Бангладеш       | 5:0      | 1:0      |
| Малайзия         | 6:0  | Восточный Тимор | 3:0 (тп) | 3:0 (тп) |
| Лаос             | 1:7  | Индия           | 0:1      | 1:6      |

### Второй этап
К пяти проигравшим на 1-м этапе командам по результатам жеребьёвки добавилась сборная Бутана. 6 команд составили 3 пары. Победители пар вышли в третий отборочный раунд. Проигравшие окончательно выбыли из отборочного турнира.
| Команда 1       | Итог | Команда 2        | 1-й матч | 2-й матч |
| --------------- | ---- | ---------------- | -------- | -------- |
| Мальдивы        | 5:1  | Лаос             | 4:0      | 1:1      |
| Бангладеш       | 1:3  | Бутан            | 0:0      | 1:3      |
| Восточный Тимор | 2:4  | Китайский Тайбэй | 1:2      | 1:2      |

## Третий раунд
24 сборных, прошедших из второго раунда и раунда плей-офф, по жребию были разбиты на 6 групп, в рамках которых проводился двухкруговой турнир. Две лучшие команды из каждой группы вышли в финальную часть Кубка Азии.
Сборная Кувейта была дисквалифицирована, а сборная Гуама отказалась от участия. Их места заняли сборные Непала и Макао.
| Группа A | Группа A   | Группа A | Группа A | Группа A | Группа A | Группа A | Группа A | Группа A | Группа A |
| Место    | Команда    | О        | И        | В        | Н        | П        | МЗ       | МП       | РМ       |
| -------- | ---------- | -------- | -------- | -------- | -------- | -------- | -------- | -------- | -------- |
| 1        | Кыргызстан | 13       | 5        | 4        | 1        | 0        | 10       | 3        | +7       |
| 2        | Индия      | 10       | 5        | 3        | 1        | 1        | 12       | 7        | +5       |
| 3        | Мьянма     | 8        | 6        | 2        | 2        | 2        | 10       | 10       | 0        |
| 4        | Макао      | 0        | 6        | 0        | 0        | 6        | 4        | 16       | -12      |

| Группа B | Группа B | Группа B | Группа B | Группа B | Группа B | Группа B | Группа B | Группа B | Группа B |
| Место    | Команда  | О        | И        | В        | Н        | П        | МЗ       | МП       | РМ       |
| -------- | -------- | -------- | -------- | -------- | -------- | -------- | -------- | -------- | -------- |
| 1        | Ливан    | 13       | 5        | 4        | 1        | 0        | 12       | 3        | +9       |
| 2        | КНДР     | 8        | 6        | 3        | 2        | 1        | 13       | 10       | +3       |
| 3        | Гонконг  | 5        | 6        | 1        | 2        | 3        | 4        | 7        | -3       |
| 4        | Малайзия | 1        | 5        | 0        | 1        | 4        | 4        | 13       | -9       |

| Группа С | Группа С   | Группа С | Группа С | Группа С | Группа С | Группа С | Группа С | Группа С | Группа С |
| Место    | Команда    | О        | И        | В        | Н        | П        | МЗ       | МП       | РМ       |
| -------- | ---------- | -------- | -------- | -------- | -------- | -------- | -------- | -------- | -------- |
| 1        | Иордания   | 11       | 5        | 3        | 2        | 0        | 15       | 4        | +11      |
| 2        | Вьетнам    | 9        | 5        | 2        | 3        | 0        | 8        | 2        | +6       |
| 3        | Афганистан | 3        | 6        | 2        | 0        | 4        | 7        | 10       | -3       |
| 4        | Камбоджа   | 3        | 6        | 0        | 3        | 3        | 3        | 17       | -14      |

| Группа D | Группа D  | Группа D | Группа D | Группа D | Группа D | Группа D | Группа D | Группа D | Группа D |
| Место    | Команда   | О        | И        | В        | Н        | П        | МЗ       | МП       | РМ       |
| -------- | --------- | -------- | -------- | -------- | -------- | -------- | -------- | -------- | -------- |
| 1        | Палестина | 15       | 5        | 5        | 0        | 0        | 25       | 2        | +23      |
| 2        | Оман      | 12       | 5        | 4        | 0        | 1        | 27       | 5        | +22      |
| 3        | Мальдивы  | 3        | 5        | 1        | 0        | 4        | 4        | 19       | -15      |
| 4        | Бутан     | 0        | 5        | 0        | 0        | 5        | 2        | 32       | -30      |

| Группа E | Группа E         | Группа E | Группа E | Группа E | Группа E | Группа E | Группа E | Группа E | Группа E |
| Место    | Команда          | О        | И        | В        | Н        | П        | МЗ       | МП       | РМ       |
| -------- | ---------------- | -------- | -------- | -------- | -------- | -------- | -------- | -------- | -------- |
| 1        | Туркменистан     | 10       | 5        | 3        | 1        | 1        | 9        | 6        | +3       |
| 2        | Бахрейн          | 10       | 5        | 3        | 1        | 1        | 11       | 3        | +8       |
| 3        | Китайский Тайбэй | 6        | 5        | 2        | 0        | 3        | 6        | 12       | -6       |
| 4        | Сингапур         | 2        | 5        | 0        | 2        | 3        | 3        | 8        | -5       |

| Группа F | Группа F    | Группа F | Группа F | Группа F | Группа F | Группа F | Группа F | Группа F | Группа F |
| Место    | Команда     | О        | И        | В        | Н        | П        | МЗ       | МП       | РМ       |
| -------- | ----------- | -------- | -------- | -------- | -------- | -------- | -------- | -------- | -------- |
| 1        | Филиппины   | 9        | 5        | 2        | 3        | 0        | 11       | 7        | +4       |
| 2        | Йемен       | 7        | 5        | 1        | 4        | 0        | 5        | 4        | +1       |
| 3        | Таджикистан | 7        | 5        | 2        | 1        | 2        | 9        | 7        | +2       |
| 4        | Непал       | 2        | 5        | 0        | 2        | 3        | 2        | 9        | -7       |

## Участники финального турнира

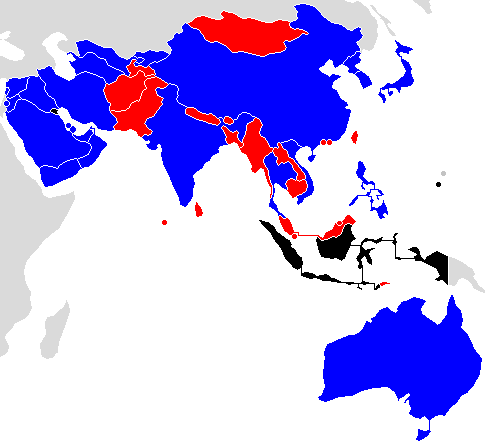
Получили путёвку
Не прошли квалификацию
Не участвовали в розыгрыше путёвок
Не члены АФК

| Команда           | Метод квалификации                       | Дата квалификации | Предыдущие участия в Кубках Азии1                                                 |
| ----------------- | ---------------------------------------- | ----------------- | --------------------------------------------------------------------------------- |
| ОАЭ               | Хозяева турнира                          | 9 марта 2015      | 9 (1980, 1984, 1988, 1992, 1996, 2004, 2007, 2011, 2015)                          |
| Саудовская Аравия | Победитель группы A во втором раунде     | 24 марта 2016     | 9 (1984, 1988, 1992, 1996, 2000, 2004, 2007, 2011, 2015)                          |
| Австралия         | Победитель группы В во втором раунде     | 29 марта 2016     | 3 (2007, 2011, 2015)                                                              |
| Катар             | Победитель группы С во втором раунде     | 17 ноября 2015    | 9 (1980, 1984, 1988, 1992, 2000, 2004, 2007, 2011, 2015)                          |
| Иран              | Победитель группы D во втором раунде     | 29 марта 2016     | 13 (1968, 1972, 1976, 1980, 1984, 1988, 1992, 1996, 2000, 2004, 2007, 2011, 2015) |
| Япония            | Победитель группы Е во втором раунде     | 24 марта 2016     | 8 (1988, 1992, 1996, 2000, 2004, 2007, 2011, 2015)                                |
| Таиланд           | Победитель группы F во втором раунде     | 24 марта 2016     | 6 (1972, 1992, 1996, 2000, 2004, 2007)                                            |
| Республика Корея  | Победитель группы G во втором раунде     | 13 января 2016    | 13 (1956, 1960, 1964, 1972, 1980, 1984, 1988, 1996, 2000, 2004, 2007, 2011, 2015) |
| Узбекистан        | Победитель группы H во втором раунде     | 29 марта 2016     | 6 (1996, 2000, 2004, 2007, 2011, 2015)                                            |
| Ирак              | Второе место в группе F во втором раунде | 29 марта 2016     | 8 (1972, 1976, 1996, 2000, 2004, 2007, 2011, 2015)                                |
| Сирия             | Второе место в группе Е во втором раунде | 29 марта 2016     | 5 (1980, 1984, 1988, 1996, 2011)                                                  |
| Китай             | Второе место в группе С во втором раунде | 29 марта 2016     | 11 (1976, 1980, 1984, 1988, 1992, 1996, 2000, 2004, 2007, 2011, 2015)             |
| Кыргызстан        | Победитель группы A в третьем раунде     | 22 марта 2018     | 0 (дебют)                                                                         |
| Индия             | Второе место в группе A в третьем раунде | 11 октября 2017   | 3 (1964, 1984, 2011)                                                              |
| Ливан             | Победитель группы B в третьем раунде     | 10 ноября 2017    | 1 (2000)                                                                          |
| КНДР              | Второе место в группе B в третьем раунде | 27 марта 2018     | 4 (1980, 1992, 2011, 2015)                                                        |
| Иордания          | Победитель группы C в третьем раунде     | 14 ноября 2017    | 3 (2004, 2011, 2015)                                                              |
| Вьетнам           | Второе место в группе C в третьем раунде | 14 ноября 2017    | 3 (19562, 19602, 2007)                                                            |
| Палестина         | Победитель группы D в третьем раунде     | 10 октября 2017   | 1 (2015)                                                                          |
| Оман              | Второе место в группе D в третьем раунде | 10 октября 2017   | 3 (2004, 2007, 2015)                                                              |
| Бахрейн           | Победитель группы E в третьем раунде     | 14 ноября 2017    | 5 (1988, 2004, 2007, 2011, 2015)                                                  |
| Туркменистан      | Второе место в группе E в третьем раунде | 14 ноября 2017    | 1 (2004)                                                                          |
| Филиппины         | Победитель группы F в третьем раунде     | 27 марта 2018     | 0 (дебют)                                                                         |
| Йемен             | Второе место в группе F в третьем раунде | 27 марта 2018     | 0 (дебют)                                                                         |

Примечания:
1 Жирным шрифтом выделены годы, в которых команда становилась чемпионом Азии. Курсивом отмечены хозяева Кубков Азии.
2 Как Южный Вьетнам